# Юдза
Юдза (яп. 遊佐町 Юдза-мати) — посёлок в Японии, находящийся в уезде Акуми префектуры Ямагата. Площадь посёлка составляет 208,41 км², население — 14 414 человек (1 августа 2014), плотность населения — 69,16 чел./км².

## Географическое положение
Посёлок расположен на острове Хонсю в префектуре Ямагата региона Тохоку. С ним граничат города Саката, Юрихондзё, Никахо.

## Население
Население посёлка составляет 14 414 человек (1 августа 2014), а плотность — 69,16 чел./км². Изменение численности населения с 1980 по 2005 годы:
| 1980 | 20 412 чел. |  |
| 1985 | 20 271 чел. |  |
| 1990 | 19 705 чел. |  |
| 1995 | 18 895 чел. |  |
| 2000 | 18 037 чел. |  |
| 2005 | 16 852 чел. |  |

## Символика
Деревом посёлка считается Pinus thunbergii, цветком — Arenaria merckioides.